# Scambus deceptor
Scambus deceptor är en stekelart som beskrevs av Walley 1960. Scambus deceptor ingår i släktet Scambus och familjen brokparasitsteklar. Inga underarter finns listade i Catalogue of Life.